# قوة خارقة
القوة الخارقة هي قدرة خارقة خاصة أو استثنائية تفوق بكثير ما يُعتبر طبيعيًا. تُعرض القوى الخارقة عادةً في الخيال العلمي ووسائل الإعلام الخيالية، مثل القصص المصورة، والبرامج التلفزيونية، وألعاب الفيديو، والأفلام، باعتبارها السمة الرئيسية للبطل الخارق. نشأ هذا المفهوم في القصص المصورة الأمريكية وروايات الخيال الشعبي في ثلاثينيات وأربعينيات القرن العشرين، ثم انتشر تدريجيًا في أنواع أدبية ووسائط إعلامية أخرى.